# Матис, Бастер
Бастер Матис младший (англ. Buster Mathis jr.; 24 марта 1970, Гранд-Рапидс, Мичиган, США) — американский боксёр-профессионал, выступавший в тяжёлой весовой категории.

## Профессиональная карьера
Дебютировал в 1991 году в бою с Джеймсом Уайлдером, которого победил отказом от продолжения боя в 4 раунде.
В 1993 году Матис провёл бой с Майком Диксоном, победив его единогласным решением судей.
В апреле 1993 Матис провёл бой с Майком Хантером. Хантер выиграл близким единогласным решением судей, однако допинг проба Хантера дала положительный результат на кокаин. Бой признали несостоявшимся.
В феврале 1994 году  Матис  победил единогласным решением судей  Тайрелла Биггса.
В августе 1994 года Маттис встретился с Риддиком Боу. В 4-м раунде Боу пробил удар по сопернику, вставшему на колено. Бой был признан не состоявшимся.
Затем Матис выиграл 5 боёв.
В декабре 1995 года Матис вышел на ринг против Майка Тайсона. В 3-м раунде правым апперкотом Тайсон отправил Матиса на настил. Матис не успел подняться на счет 10. Рефери зафиксировал нокаут.
В апреле 1996 года Матис вышел на ринг против Обеда Салливана. Бой был признан несостоявшимся.
В 1996 году Матис проиграл техническим нокаутом в 7 раунде Лу Саварезе.